# Heilbronnia

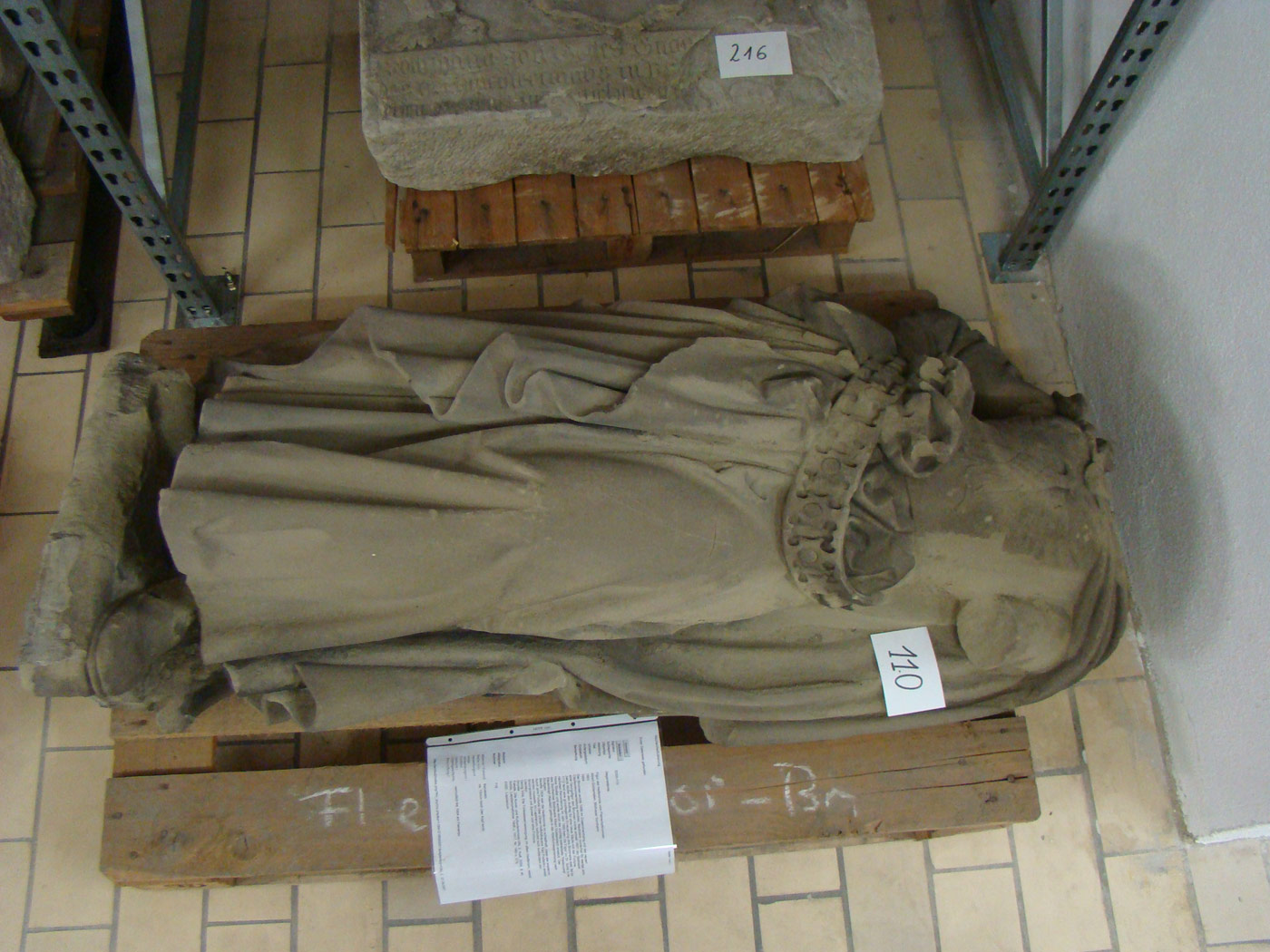
Überreste der Heilbronnia im Heilbronner Lapidarium

Die Heilbronnia ist eine um 1869 angefertigte Skulptur von Albert Güldenstein, die bis 1904 den Brunnenstock des Fleinertorbrunnens in Heilbronn zierte und die Eigenschaften der Stadt repräsentieren sollte. 

## Beschreibung
Die knapp 1,50 m hohe weibliche Figur in mittelalterlicher Kleidung trug alle Insignien der alten Wein-, Hafen- und Reichsstadt Heilbronn und versinnbildlichte damit Macht und Wohlstand der Stadt: Der Gürtel steht für die Wehrhaftigkeit und Befestigung, der Anker für Binnenschifffahrt und Handel, die mit Trauben geschmückte Stirn für den Weinbau. Die Brust der Figur zierte das Stadtwappen. 

## Aufbewahrungsort
1904 wurde sie in das Historische Museum Heilbronn gebracht; heute befindet sich die kopflose Figur in dem dem Stadtarchiv Heilbronn angeschlossenen Heilbronner Lapidarium (Nr. E020-110).